# 신지상
신지상은 대한민국의 만화가이다.

## 작품
- 《거상 김만덕》 (웹툰, 스토리)
- 《수명사》 (웹툰, 스토리)
- 《궁에는 개꽃이 산다》 (웹툰, 스토리)
- 《루마니아체조인육성클럽》 (웹툰, 스토리)
- 《리버트디디》 (웹툰, 스토리)
- 《쇼콜라》
- 《VERY VERY 다이스키》
- 《ROLLING》
- 《슬픈연가》
- 《떼루아》
- 《트라이앵글》
- 《샌드위치》
- 《2*8SONG》